# Nottingham Trophy 2021
Die Nottingham Trophy 2021 war ein Tennisturnier der ITF Women’s World Tennis Tour 2021 für Damen und ein Tennisturnier der ATP Challenger Tour 2021 für Herren in Nottingham. Die Turniere fanden parallel vom 14. bis 20. Juni 2021 statt.
Die Turniere wurden aus Ilkley nach Nottingham verlegt und dienten als deren Ersatz, da diese Turniere in diesem Jahr nicht ausgetragen werden konnten.